# داگ کالینز (بازیکن فوتبال)
داگ کالینز (انگلیسی: Doug Collins؛ زادهٔ ۲۸ اوت ۱۹۴۵) بازیکن فوتبال اهل بریتانیا است.
از باشگاه‌هایی که در آن بازی کرده‌است می‌توان به باشگاه فوتبال روچدیل، باشگاه فوتبال گریمزبی تاون، باشگاه فوتبال برنلی، باشگاه فوتبال پلیموث آرگیل، و باشگاه فوتبال ساندرلند اشاره کرد.